# 偏度

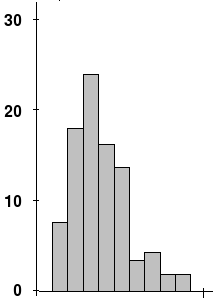
偏度不為零的實驗數據樣本（小麥胚芽鞘的向地反應：1,790）

偏度（英語：skewness），亦稱歪度，在機率論和統計學中衡量實數隨機變數概率分布的不對稱性。偏度的值可以為正，可以為負或者甚至是無法定義。在數量上，偏度為負（負偏態；左偏）就意味着在概率密度函數左側的尾部比右側的長，絕大多數的值（不一定包括中位數在內）位於平均值的右側。偏度為正（正偏態；右偏）就意味着在概率密度函數右側的尾部比左側的長，絕大多數的值（不一定包括中位數）位於平均值的左側。偏度為零就表示數值相對均勻地分布在平均值的兩側，但不一定意味着其為對稱分布。

負偏態（左）和正偏態（右）

## 介紹
偏度分為兩種：
- 負偏態或左偏態：左側的尾部更長，分布的主體集中在右側。[2]。
- 正偏態或右偏態：右側的尾部更長，分布的主體集中在左側。[2]。

如果分布對稱，那麼平均值=中位數，偏度為零（此外，如果分布為單峰分布，那麽平均值=中位數=眾數）。

## 定義
隨機變量{\displaystyle X}的偏度{\displaystyle \gamma _{1}}為三階標準矩，可被定義為：
{\displaystyle \gamma _{1}=\operatorname {E} {\Big [}{\big (}{\tfrac {X-\mu }{\sigma }}{\big )}^{\!3}\,{\Big ]}={\frac {\mu _{3}}{\sigma ^{3}}}={\frac {\operatorname {E} {\big [}(X-\mu )^{3}{\big ]}}{\ \ \ (\operatorname {E} {\big [}(X-\mu )^{2}{\big ]})^{3/2}}}={\frac {\kappa _{3}}{\kappa _{2}^{3/2}}}\ ,}
其中{\displaystyle \mu _{3}}是三階主動差，{\displaystyle \sigma }是標準差。{\displaystyle E}是期望算子。等式的最後以三階累積量與二階累積量的1.5次方的比率來表示偏度。這和用四階累積量除去二階累積量的平方來表示峰度的方法向類似。
偏度有時用{\displaystyle \mathrm {Skew} [X]}來表示。老教科書過去常常用{\displaystyle {\sqrt {\beta _{1}}}}來表示偏度，可是由於偏度可為負，這樣的表示法較為不便。
對上面的等式進行擴展可導出用非中心矩E[X3]來表示偏度的公式：
{\displaystyle \gamma _{1}=\operatorname {E} {\bigg [}{\Big (}{\frac {X-\mu }{\sigma }}{\Big )}^{\!3}\,{\bigg ]}={\frac {\operatorname {E} [X^{3}]-3\mu \operatorname {E} [X^{2}]+2\mu ^{3}}{\sigma ^{3}}}={\frac {\operatorname {E} [X^{3}]-3\mu \sigma ^{2}-\mu ^{3}}{\sigma ^{3}}}\ .}

## 樣本偏度
具有{\displaystyle n}個值的樣本的樣本偏度為：
{\displaystyle g_{1}={\frac {m_{3}}{{m_{2}}^{3/2}}}={\frac {{\tfrac {1}{n}}\sum _{i=1}^{n}(x_{i}-{\overline {x}})^{3}}{\left({\tfrac {1}{n}}\sum _{i=1}^{n}(x_{i}-{\overline {x}})^{2}\right)^{3/2}}}\ ,}
其中{\displaystyle {\overline {x}}}是樣本平均值，{\displaystyle m_{3}}是三階樣本中心矩，{\displaystyle m_{2}}是二階樣本中心距，即樣本方差。

### 性質
當：
{\displaystyle \Pr \left[X>x\right]=x^{-3}{\mbox{ for }}x>1,\ \Pr[X<1]=0} 時，偏度可以是無窮大的。
或者當：
{\displaystyle \Pr[X<x]={\frac {(1-x)^{-3}}{2}}}（{\displaystyle x}為負）及
{\displaystyle \Pr[X>x]={\frac {(1+x)^{-3}}{2}}}（{\displaystyle x}為正）時，偏度無法定義。
在後面的這個例子中，三階累積量是無法定義的。
其他分布形式比如：
{\displaystyle \Pr \left[X>x\right]=x^{-2}{\mbox{ for }}x>1,\ \Pr[X<1]=0}
二階和三階累積量是無窮大的，所以偏度也是無法定義的。
如果假定{\displaystyle Y}為{\displaystyle n}個獨立變量之和並且這些變量和{\displaystyle X}具有相同的分布，那麽{\displaystyle Y}的三階累積量是{\displaystyle X}的{\displaystyle n}倍，{\displaystyle Y}的二階累積量也是{\displaystyle X}的{\displaystyle n}倍，所以：
{\displaystyle {\mbox{Skew}}[Y]={\frac {{\mbox{Skew}}[X]}{\sqrt {n}}}}。根據中心极限定理，當其接近高斯分布時變量之和的偏度減小。